# Adenozyna
Adenozyna – organiczny związek chemiczny z grupy nukleozydów, zbudowany z adeniny połączonej z pierwszym węglem pierścienia rybozy wiązaniem β-N9-glikozydowym.
Adenozyna odgrywa ważną rolę w wielu procesach biochemicznych:
- transport energii – jako trifosforan adenozyny (ATP) i difosforan adenozyny (ADP),
- przekazywanie informacji genetycznej – jako składnik RNA,
- przekazywanie informacji w transdukcji sygnału – jako wtórny przekaźnik cAMP,
- działa jako neuroprzekaźnik hamujący w ośrodkowym układzie nerwowym (OUN),
- uczestniczy w reakcjach metylacji jako S-adenozylometionina,
- reguluje średnicę naczyń jako metabolit ATP – powoduje skurcz naczyń nerkowych i rozkurcz pozostałych łożysk naczyniowych. Jest istotnym metabolitem w autoregulacji krążenia mózgowego oraz przepływu wrotnego przez wątrobę[7].

## Adenozyna jako lek
Stosowana jako lek w napadowym częstoskurczu nadkomorowym oraz częstoskurczu z wąskimi zespołami QRS przy zachowanej miarowości rytmu serca. Działa rozszerzająco na naczynia krwionośne. Ze względu na krótki okres półtrwania podaje się ją w bolusie do żył kończyny górnej lub żył centralnych i natychmiast podaje u dzieci 3–5 ml roztworu soli fizjologicznej celem przepłukania.